# Larrea tridentata
Larrea tridentata, chamada de mato de creosoto como planta, chaparral como erva medicinal, e gobernadora (espanhol para “governadora”) no México, devido à sua capacidade de garantir mais água inibindo o crescimento de plantas próximas. Em Sonora, é mais comumente chamada de hediondilla (hediondo = “fedorento”).
É uma angiosperma da família Zygophyllaceae. O nome específico tridentata se refere às suas folhas com três dentes.

## Distribuição
A Larrea tridentata é uma espécie proeminente nos desertos de Mojave, Sonora e Chihuahua, no oeste da América do Norte, e sua área de distribuição inclui essas e outras regiões em partes do sudeste da Califórnia, Arizona, sul de Nevada, sudoeste de Utah, Novo México e Texas, nos Estados Unidos, e Chihuahua, Sonora, Coahuila, Nuevo León, Zacatecas, Durango e San Luis Potosí, no México. A espécie cresce até o leste do condado de Zapata, Texas, ao longo do Rio Grande, a sudeste de Laredo, próximo ao 99º meridiano oeste.

## Descrição

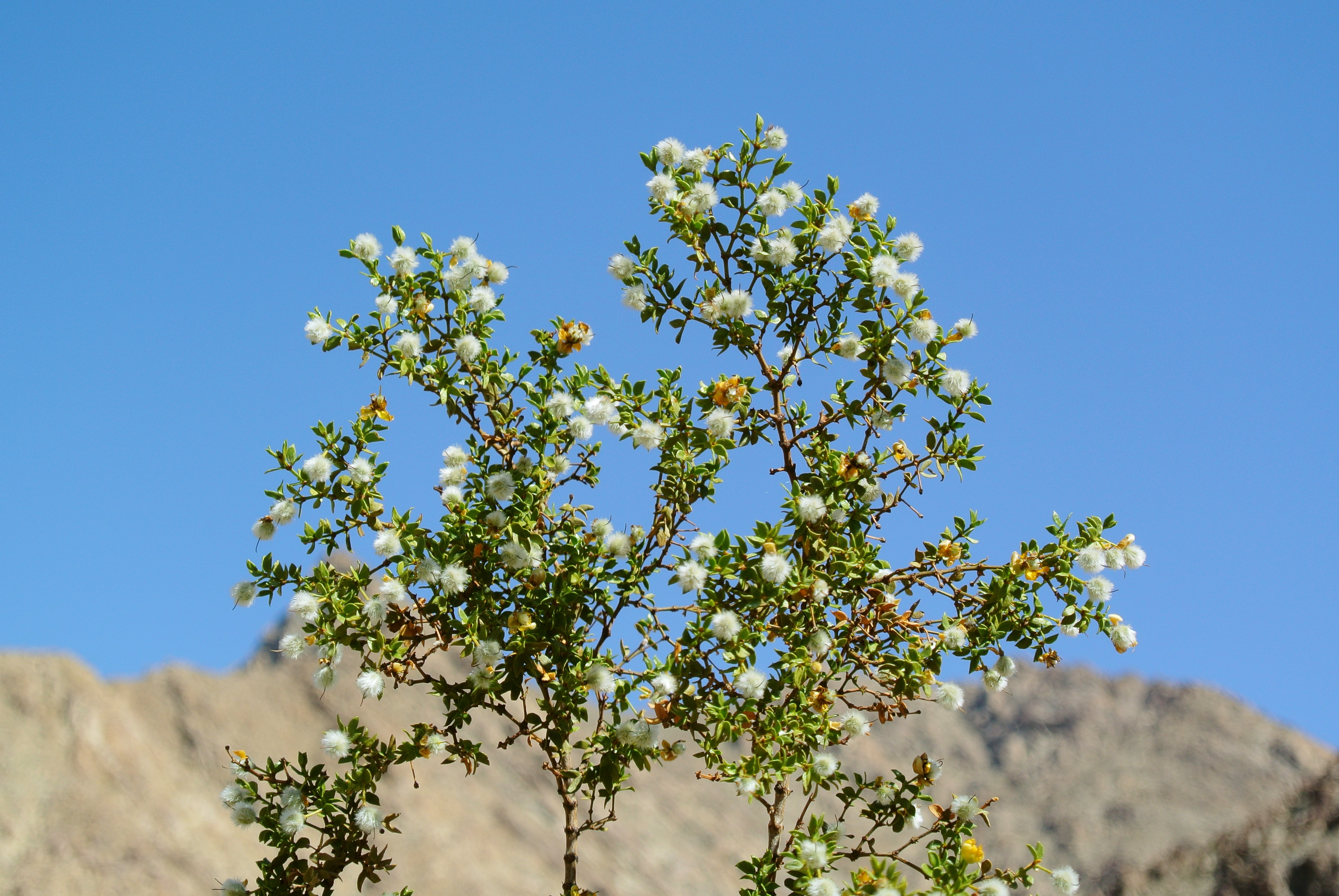
L. tridentata no en

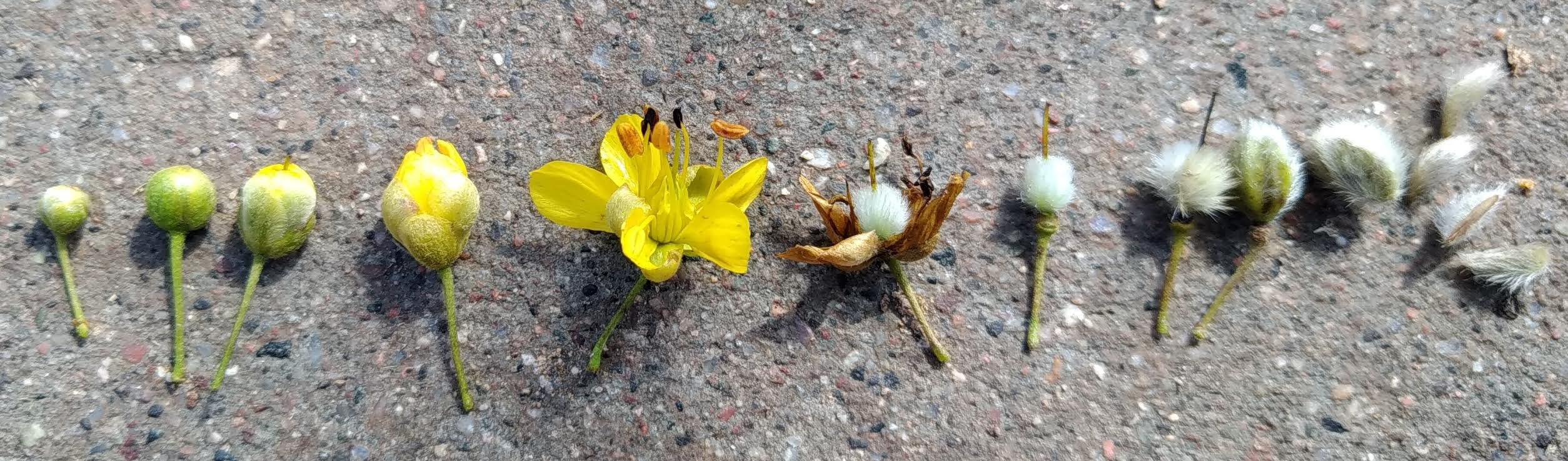
Estágios de desenvolvimento da flor de creosoto, do gomo (esquerda) ao fruto e às sementes (direita).

A Larrea tridentata é um arbusto perene que atinge de 1 a 3 m de altura, raramente 4 m. Os caules cinza-claros da planta apresentam folhas resinosas, verde-escuras, com dois folíolos lanceolados opostos unidos na base, com um aristo decíduo entre eles, cada folíolo com 7 a 18 mm de comprimento e 4 a 8,5 mm de largura. As flores têm até 25 mm de diâmetro, com cinco pétalas amarelas. O fruto é uma cápsula esférica, felpuda, marrom-bordô, que se separa em cinco carpelos individuais, cada um contendo uma semente. As galhas podem se formar devido à atividade do mosquito-da-galha. A planta inteira apresenta um odor característico de creosoto, do qual deriva o nome comum. Nas regiões onde cresce, seu cheiro é frequentemente associado ao “cheiro de chuva”.

## Ecologia
Esses animais se alimentam de Larrea tridentata:
- Folhas: Entre os mamíferos, apenas a lebre, e somente quando não consegue encontrar outro alimento, pois as folhas são amargas; iguanas-do-deserto [en][11] e o Sauromalus.[12]

- Sementes: ratos-do-deserto e Dipodomys.

- Flores: 22 espécies de abelhas, como polinizadores; Sauromalus e iguanas-do-deserto,[11] etc.

- Muitas espécies de insetos.

O dromedário, trazido para a área pelo United States Camel Corps [en], comeu prontamente a Larrea tridentata. Acredita-se que esse encontro restabeleceu uma relação biológica que foi rompida quando os camelos do gênero Camelops foram extintos no Evento de Extinção do Quaternário, tornando-o um anacronismo evolutivo [en].

## Plantas mais velhas

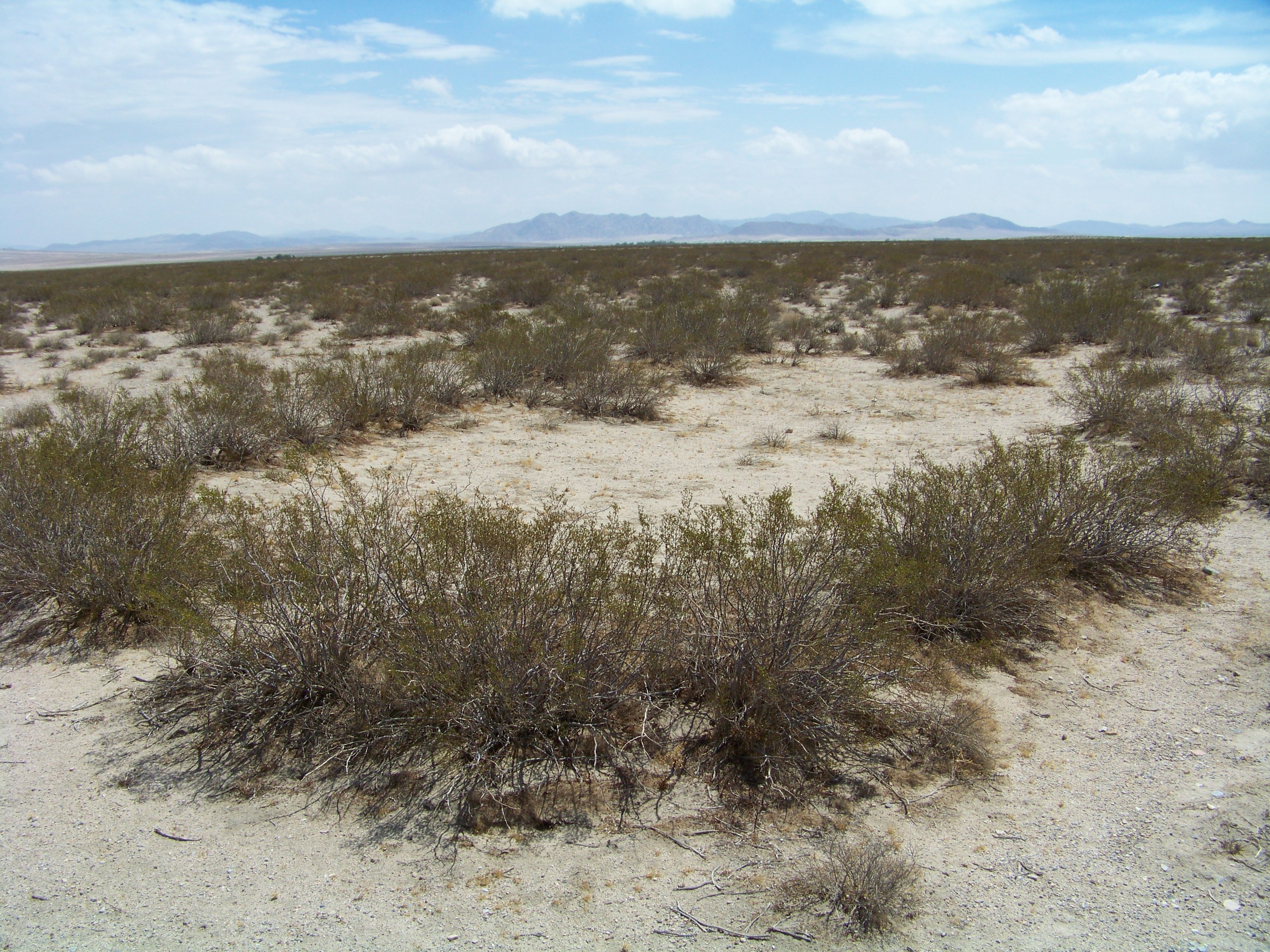
King Clone, o anel de arbusto de creosoto de 11.700 anos no deserto de Mojave.

À medida que a Larrea tridentata envelhece, seus galhos mais antigos acabam morrendo e sua copa se divide em copas separadas. Isso normalmente acontece quando a planta tem de 30 a 90 anos de idade. Por fim, a copa antiga morre e as novas se tornam uma colônia clonal da planta anterior, composta de muitos caules separados, todos provenientes da mesma semente. Os indivíduos clonados às vezes formam um “anel” ao redor da planta original, que pode não ser mais visível.

### Arbusto King Clone
O anel de creosoto “King Clone” é um dos organismos vivos mais antigos da Terra. Estima-se que ele esteja vivo há 11.700 anos, no deserto central de Mojave, próximo ao atual Vale de Lucerne [en], na Califórnia. Essa única colônia clonal de L. tridentata atinge até 20 m de diâmetro, com um diâmetro médio de 14 m.
O King Clone foi identificado e sua idade estimada por Frank Vasek, professor da Universidade da Califórnia, em Riverside. As medições da planta, bem como a datação por radiocarbono de fragmentos de madeira, foram usadas para determinar a taxa média de crescimento anual da planta para fora do centro do anel. Ao medir o diâmetro do anel, sua idade total pôde ser estimada. Ele está dentro da Creosote Rings Preserve do Vale de Lucerne e Vale de Johnson.

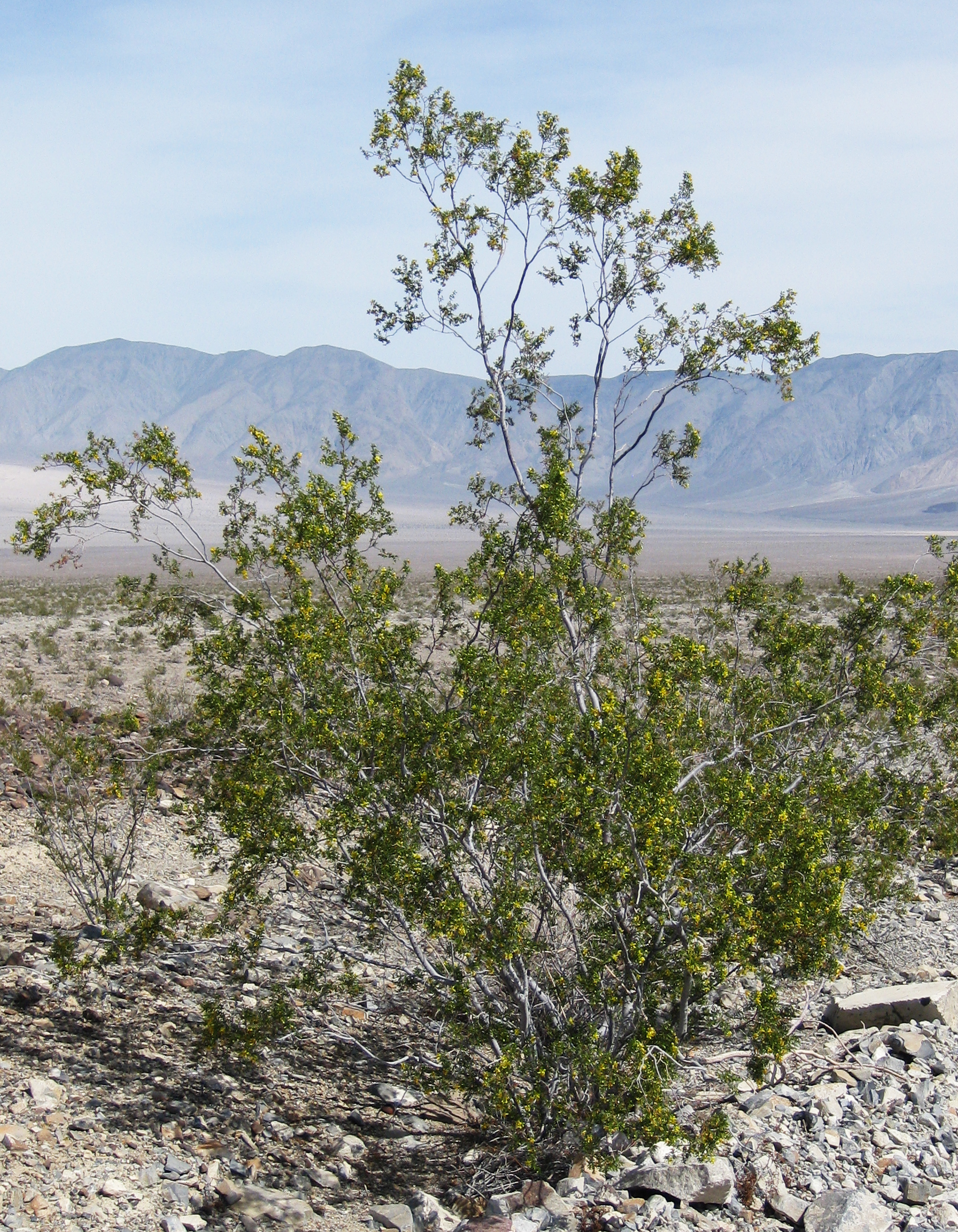
Larrea tridentata no Parque Nacional do Vale da Morte.

## Habitat
A Larrea tridentata é mais comum em solos bem drenados de planícies e leques aluviais. Em algumas partes de sua área de distribuição, pode cobrir grandes áreas em povoamentos praticamente puros, embora geralmente ocorra em associação com a Ambrosia dumosa [en]. Foi demonstrado que os produtos químicos encontrados nas raízes da Larrea tridentata inibem o crescimento das raízes da Ambrosia dumosa, mas, desde 2013, grande parte da relação entre elas permanece inexplicada.
As plantações de Larrea tridentata tendem a apresentar uma distribuição de plantas uniformemente espaçada. Originalmente, supunha-se que a planta produzia um inibidor solúvel em água que impedia o crescimento de outros arbustos próximos a arbustos maduros e saudáveis. Agora, entretanto, foi demonstrado que os sistemas radiculares das plantas são simplesmente tão eficientes na absorção de água que as sementes caídas nas proximidades não conseguem acumular água suficiente para germinar, criando efetivamente zonas mortas ao redor de cada planta.

## Adaptação ao deserto

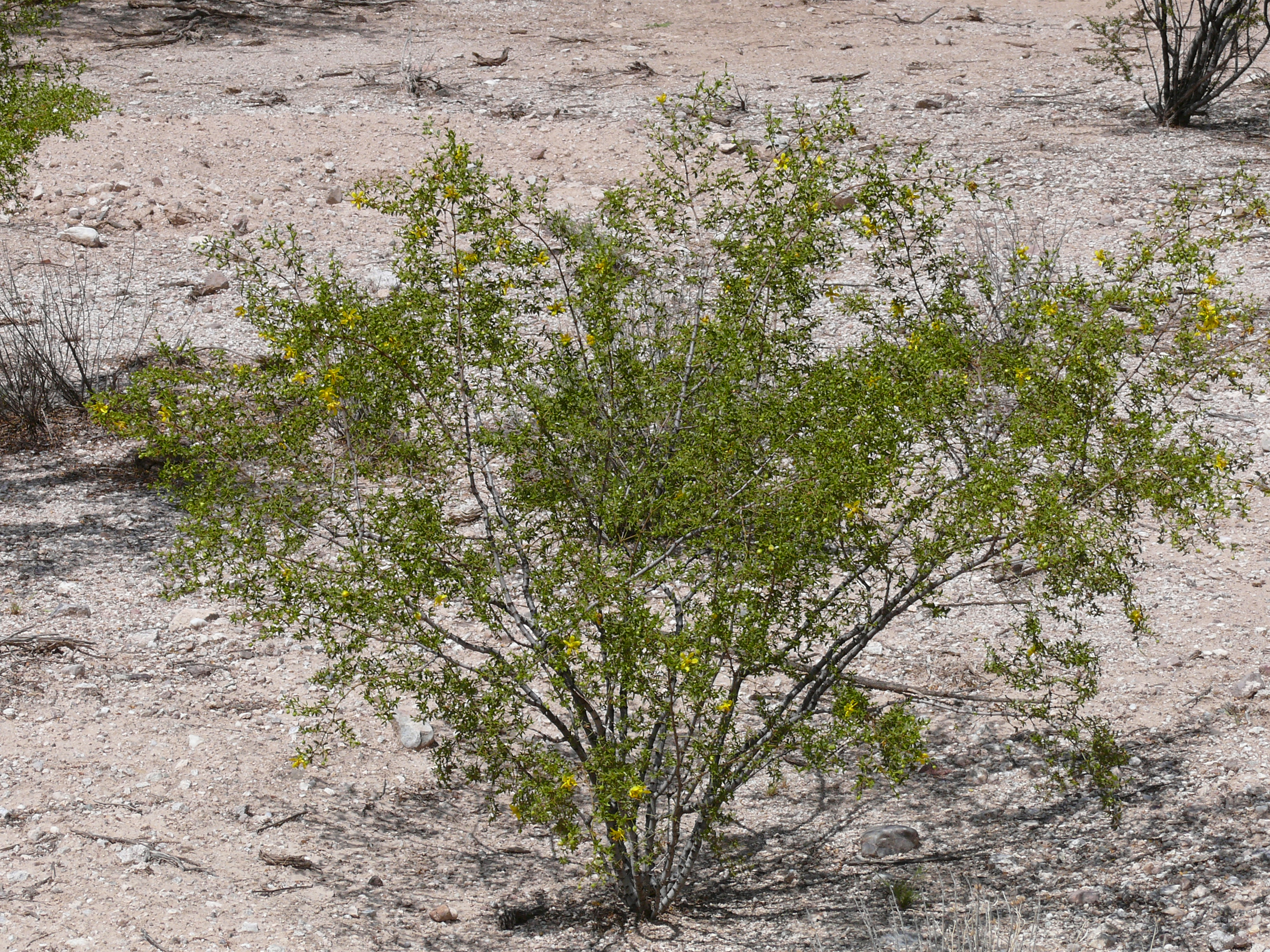
Uma planta jovem L. tridentata

Devido à dureza do ambiente de germinação acima dos sistemas radiculares maduros, os arbustos jovens são muito mais suscetíveis ao estresse da seca do que as plantas estabelecidas. A germinação é bastante ativa durante os períodos úmidos, mas a maioria das plantas jovens morre muito rapidamente, a menos que as condições de água sejam ideais. O calor do solo aumenta a suscetibilidade das plantas jovens ao estresse hídrico, e as temperaturas do solo podem chegar a mais de 70 °C. Para se estabelecer, a planta jovem aparentemente precisa passar por três a cinco anos de clima anormalmente frio e úmido durante e após a germinação. A partir disso, pode-se deduzir que todas as plantas em um estande têm a mesma idade.
As plantas maduras, no entanto, podem tolerar o estresse extremo da seca. Em termos de potencial hídrico negativo, os arbustos podem operar plenamente a -50 bar de potencial hídrico e foram encontrados vivendo até -120 bar, embora o piso médio prático seja de cerca de -70 bar, onde a necessidade de respiração celular da planta geralmente excede o nível que o processo de fotossíntese, que requer água, pode fornecer. A divisão celular pode ocorrer durante esses períodos de estresse hídrico, e as novas células geralmente absorvem água rapidamente após a chuva. Essa rápida absorção faz com que os galhos cresçam vários centímetros no final de uma estação úmida.
A perda de água é reduzida pelo revestimento ceroso resinoso das folhas e pelo seu tamanho pequeno, que impede que elas se aqueçam acima da temperatura do ar (o que aumentaria o déficit de pressão de vapor entre a folha e o ar, aumentando assim a perda de água). As plantas deixam cair algumas folhas no início do verão, mas se todas as folhas forem perdidas, a planta não se recuperará. O acúmulo de folhas caídas, bem como de outros detritos capturados pelo vento que passa, cria uma comunidade ecológica específica para o dossel da Larrea tridentata, incluindo besouros, diplópodes, ratos dos gêneros Perognathus e Dipodomys.

## Usos

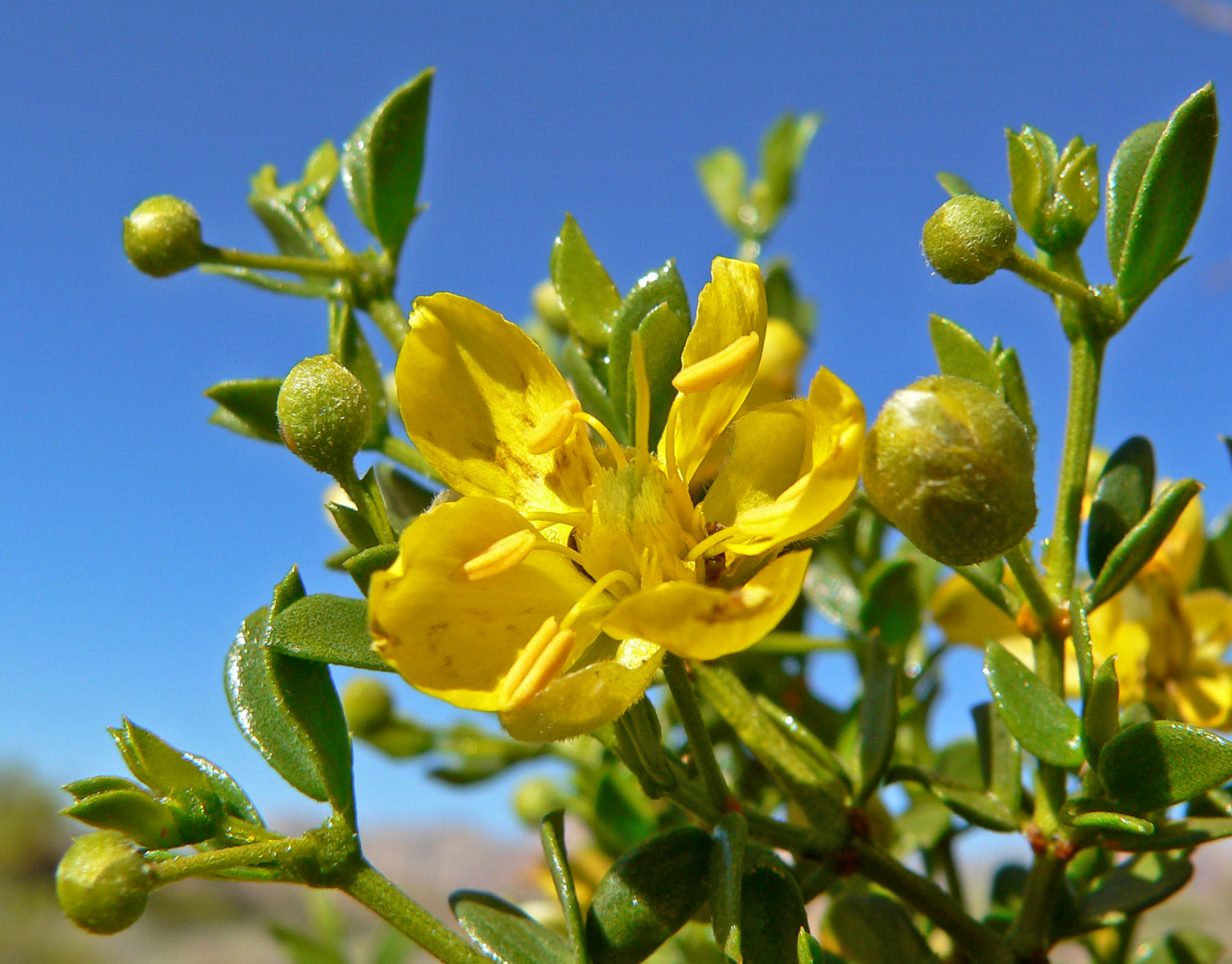
Uma flor de L. tridentata

### Medicamentos dos nativos americanos
Os nativos americanos do sudoeste dos Estados Unidos acreditavam que a planta tratava muitos males, inclusive infecções sexualmente transmissíveis, tuberculose, catapora, dismenorreia e picada de cobra. O povo indígena Coahuilla usavam a planta para tratar problemas intestinais e tuberculose. Os Pimas bebiam uma decocção das folhas como emético e aplicavam as folhas fervidas como emplastro em feridas ou chagas. Os indígenas Tohono O'odham preparavam-na medicinalmente para membros rígidos, picadas de cobra e cólicas menstruais. O arbusto ainda é amplamente utilizado como medicamento fitoterápico no México.
Em outros usos, a laca de cor avermelhada que exsuda da planta era usada pelos Tohono O'odham, depois de fervida, para fazer uma cola para consertar cerâmica quebrada.

### Suplementos de ervas e toxicidade
A Larrea tridentata é frequentemente chamada de chaparral quando usada como medicamento fitoterápico e suplemento; no entanto, ela não cresce na comunidade de plantas sinônimas chaparral. A Food and Drug Administration dos Estados Unidos emitiu avisos sobre os riscos à saúde de ingerir chaparral ou usá-lo como medicamento interno e desencoraja seu uso. Em 2005, a Health Canada [en] emitiu um aviso aos consumidores para evitar o uso das folhas das espécies de Larrea devido ao risco de danos ao fígado e aos rins.
A Cancer Research UK [en] afirma: “Não recomendamos o uso do chaparral para tratar ou prevenir qualquer tipo de câncer."